# Lève-écran

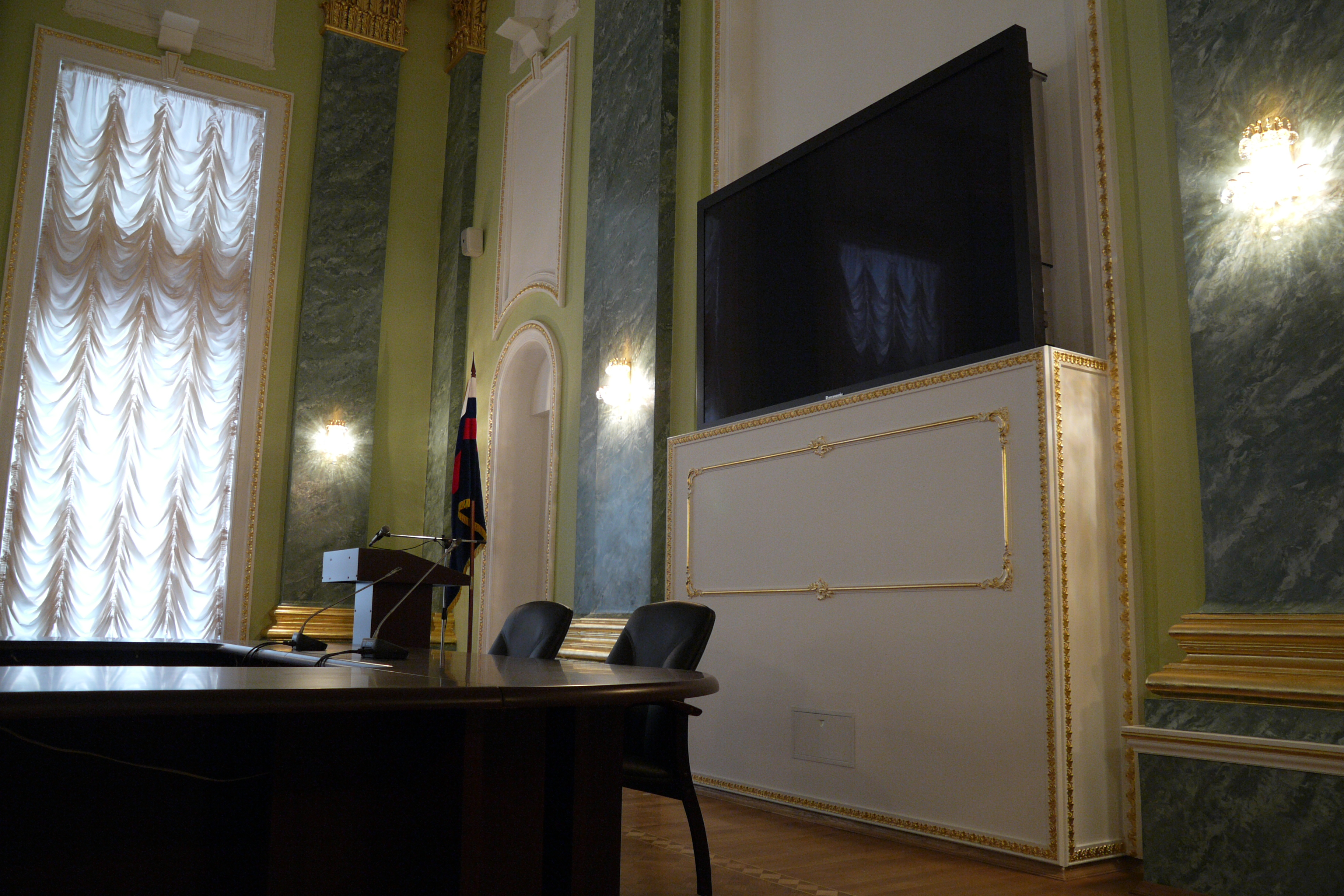
Système de levage vertical « Pop-Up »

Un lève-écran, également appelé système de levage TV, ascenseur motorisé de tv ou par son nom anglais TV-Lift, est un système à l'aide duquel des téléviseurs peuvent être sortis électriquement de meubles, plafonds ou cloisons verticalement ou horizontalement. La raison principale pour l'utilisation d'un système de levage de téléviseurs est l'intégration d'un poste de télévision dans la conception de la salle existante, sans que le téléviseur altère l'atmosphère et optique  générale. Les dispositifs de levage de téléviseurs sont considérés, en raison des coûts globaux associés, comme des produits de luxe et on les trouve surtout dans des appartements haut de gamme, des salles de conférence, des jets privés et des yachts.

## Histoire
Les premiers dispositifs de levage de téléviseurs sont apparus sur le marché au début des années cinquante aux États-Unis. En raison de la taille et forme des anciens téléviseurs à tubes cathodiques de l'époque, il s'agissait de constructions très volumineuses et encombrantes qui nécessitaient beaucoup d'espace pour leur montage. Au début, il y avait principalement des dispositifs de levage de téléviseurs qui faisaient sortir verticalement le téléviseur à tube cathodique à la verticale d'un meuble ou, sinon, un séparateur de la pièce qui se soulevait. Les dispositifs de levage verticaux n'ont été utilisés qu'au milieu des années 1970, car l'industrie de la télévision dans cette période produisait des téléviseurs à tube cathodique plus plats et légers. Au début des années 2000, avec l'introduction des écrans plasma, les systèmes (dispositifs de Flatlift) sont devenus moins encombrants. Après que les téléviseurs à LED aient remplacé la technologie à écrans plasma plats en 2011, cette technologie a été simplifiée davantage.

## Types et modèles d'appareils de levage de téléviseurs
Les systèmes suivants ont en commun une règle générale, concrètement que dans la plupart des cas, le téléviseur est monté avec le standard de support Vesa. Pour les autres standards, il existe des adaptateurs. En outre, une combinaison des appareils suivants avec différentes solutions de couvercles est possible dans la plupart des cas.

### Pop-Up
Les systèmes de levage de téléviseurs sont disponibles en différents modèles. La solution la plus utilisée pour un déplacement vertical est une conception tubulaire à plusieurs éléments, qui, entraînés par des vis hélicoïdales internes et des moteurs électriques, son pressés et déplacés vers le haut. Le téléviseur se déplace grâce à l'écartement des tubes individuels. Les tubes verticaux, situés dans la plupart des cas au milieu, sont équipés à la base d'un pied d’appui, qui assure la stabilité de l'installation.
Si le dispositif de levage de téléviseur est installé dans un meuble, il existe différentes solutions concernant le couvercle :
- Couvercle à charnière, qui est pressé par le dispositif de levage du téléviseur
- Couvercle flottant, qui se déplace vers le haut avec le téléviseur
- Un caisson de recouvrement du téléviseur ou carcasse se déplace en bloc avec le téléviseur
- Solution automatique, le couvercle est poussé vers le haut et s'ouvre, ou disparaît à l'intérieur du meuble.

Cette dernière solution est utilisée principalement dans les yachts en raison des coûts supplémentaires de la couverture électrique, parce que dans ces conditions d’utilisation et en raison des mouvements de tangage et de roulis du bateau, le couvercle doit être toujours guidé. Cependant, il y a aussi des projets sur terre dans lesquels le couvercle doit être contrôlé électriquement, pour des raisons purement esthétiques .

### Pop-Down

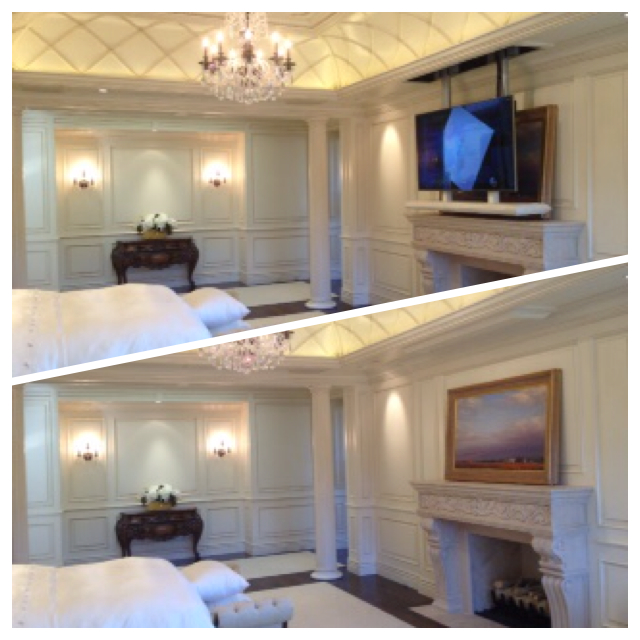
Téléviseur descendant du plafond (système « Pop-Down »)

Selon le fabricant, dans des applications verticales de dispositifs de levage de téléviseurs, il existe également la construction en U. Dans cette construction en U, une plate-forme déplace vers le bas le téléviseur par le biais d'un moteur tubulaire et le fait sortir du meuble. Ce type de construction avec dispositif de levage en U est maintenant considéré comme obsolète.
Ces modèles sont similaires aux systèmes Pop-Up d'un point de vue du design, mais techniquement, on utilise des moteurs et composants homologués pour les opérations de traction. Ceux-ci sont beaucoup plus chers que les composants pour les applications à pression, parce que ces derniers doivent absorber des plus grandes forces de support.
La solution de couvercle est similaire à celles des systèmes de levage de téléviseurs Pop-Up, mais en sens inverse.

### Système de levage avec sortie latérale
Les dispositifs de levage latéral extensible de téléviseurs sont généralement construits dans des armoires ou dans des parois. Grâce à une ou plusieurs rails et entraînements, il est possible de faire sortir latéralement du meuble ou du mur les téléviseurs. Certains modèles permettent en plus une rotation une fois le bras étendu. Cela permet aux téléviseurs de sortir latéralement de l'armoire et, une fois à l'extérieur, d'être pivotés dans une direction de la chambre, ce qui permet un libre choix de la disposition des sièges et de la direction d'assise.

### Système de levage de moniteurs

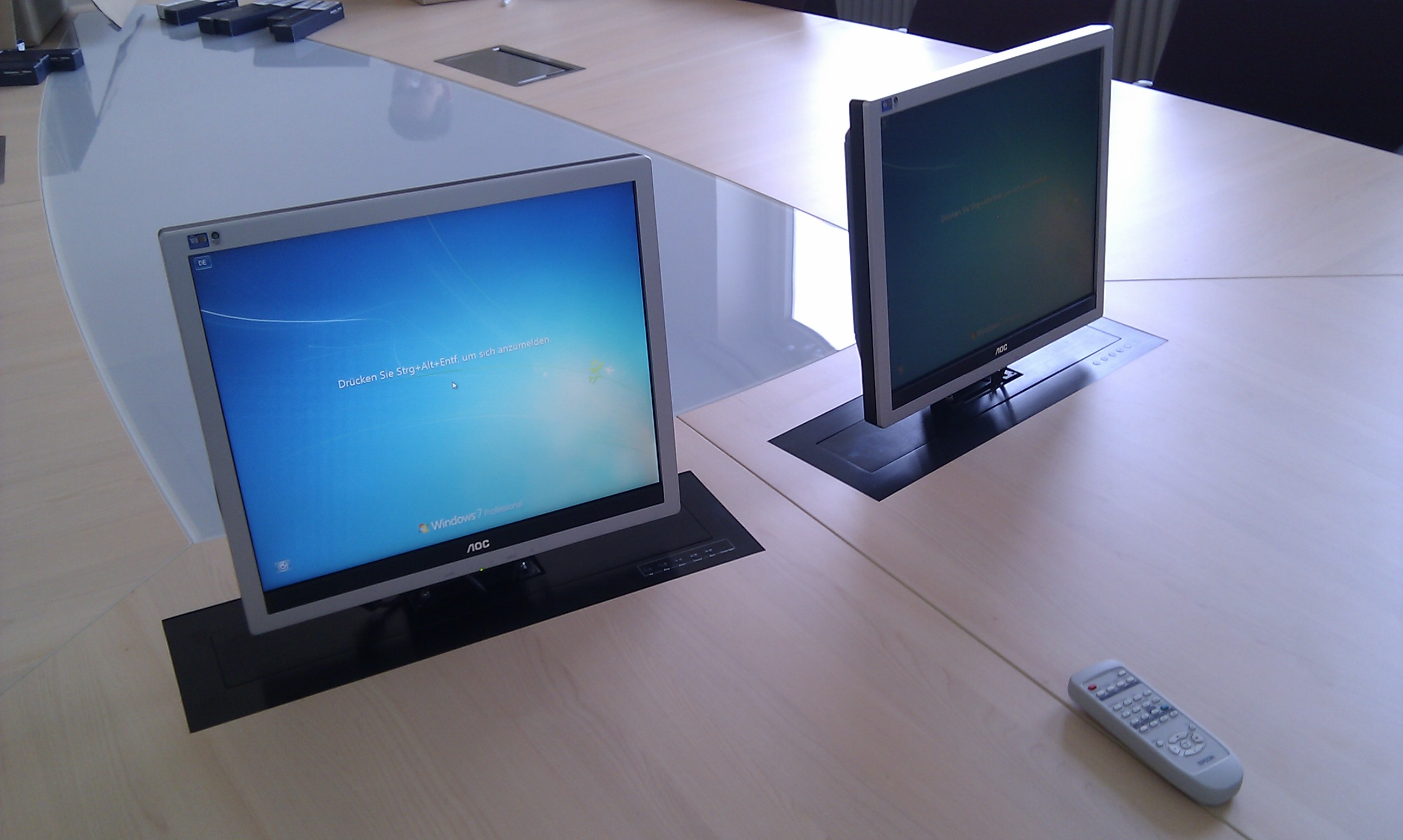
Lève-Moniteur intégré dans une table

La structure constructive d'un système de levage de moniteurs est en grande partie similaire à celle du système de levage vertical de téléviseurs Pop-Up, sauf que la mimique du moteur et du système électrique est installée dans un module fabriqué en tôle d’acier. Le système est conçu pour des tailles de moniteur PC plus réduites. Ils sont principalement installés dans des tables de conférence afin d'économiser de l'espace. Les systèmes de levage de moniteurs son encastrés du haut dans une section de la table réalisée par un charpentier ou menuisier et boulonnés sous la table. La partie supérieure du système de levage de moniteurs est constituée souvent par une plaque de recouvrement en inox brossé. Par simple pression des doigts, une section du couvercle se rabat vers l'intérieur du dispositif et libère la voie pour sa sortie. Ce dernier se déplace automatiquement vers le haut ; il peut être ensuite incliné électriquement vers sa position finale. Certains fabricants fabriquent le dispositif de levage de moniteurs avec des écrans intégrés. Il existe des systèmes de levage de moniteurs dans diverses tailles, allant de 15  à   42 pouces.

### Système de levage de panneaux muraux

Télévision caché derrière un panneau coulissant

Une télévision attend derrière un panneau mural qui est au ras du mur. En appuyant sur un bouton, le panneau mural se déplace vers l'intérieur, puis, en fonction du lieu de montage, il est automatiquement levé ou abaissé et libère ainsi l'espace pour la télévision. Le téléviseur se déplace ensuite vers l'avant, à la place du panneau mural, jusqu'à sa position finale, aligné au ras du mur. Pour ce faire, certains sont réalisés au moyen de rails de guidage, de câbles d'acier et poulies, d'autres systèmes fonctionnement avec des fentes et courroies. Dans des modèles spéciaux, les téléviseurs peuvent être en outre tournés ou pivotés dans des directions différentes.

### Système de pivotement du téléviseur

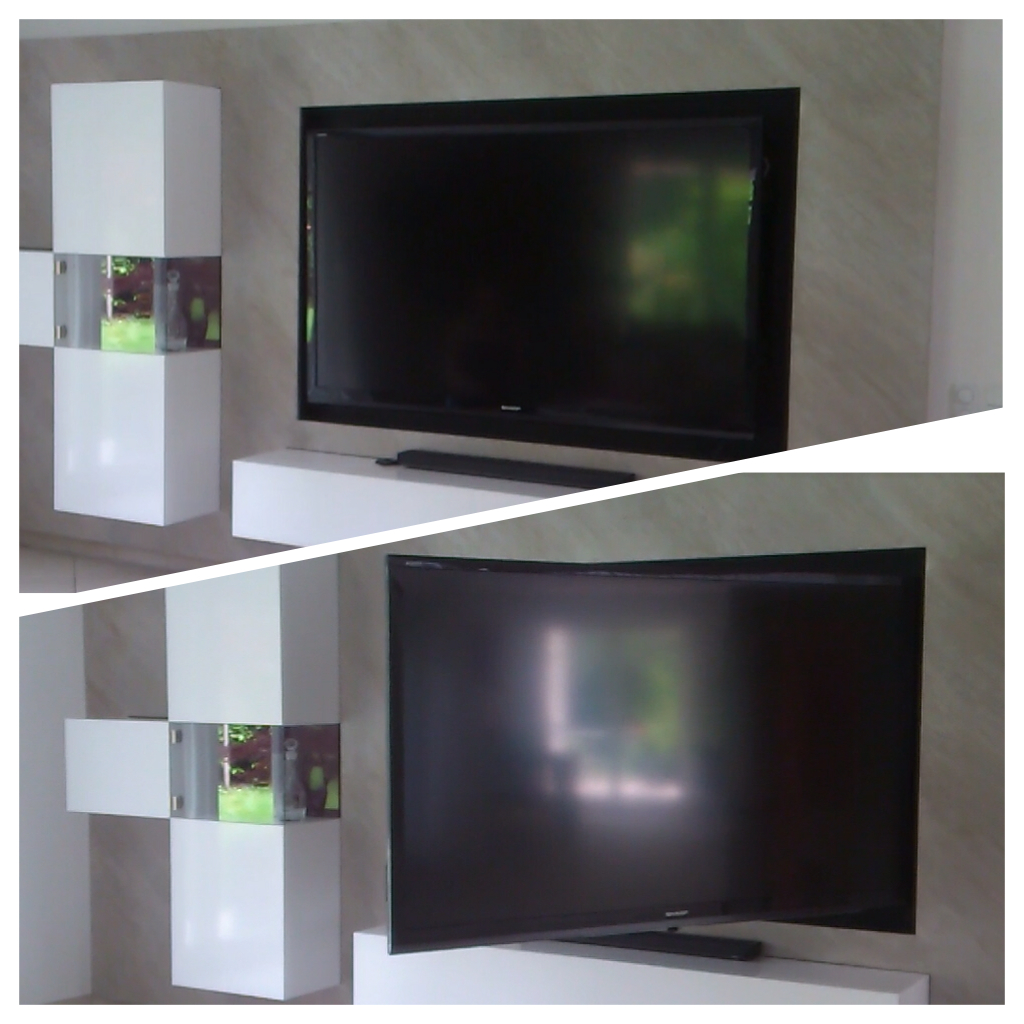
Téléviseur disposant d'un système de rotation

Le système de pivotement de téléviseurs est tout simplement boulonné au mur ou à une armoire comme dans le cas des supports muraux des écrans plats conventionnels. En fonction de la direction de montage, le système de pivotement du téléviseur peut pivoter vers la gauche ou vers la droite. Cela permet de voir l'image du téléviseur sous différents angles de vue. Les systèmes de pivotement de téléviseurs avec une construction spécial peuvent être combinés, entre autres, avec d'autres appareils, ce qui permet de cacher à la vue l'installation du téléviseur. Certains fabricants proposent en outre la programmation de l'angle de pivotement au degré près.

### Dispositif de levage du vidéoprojecteur ou projecteur

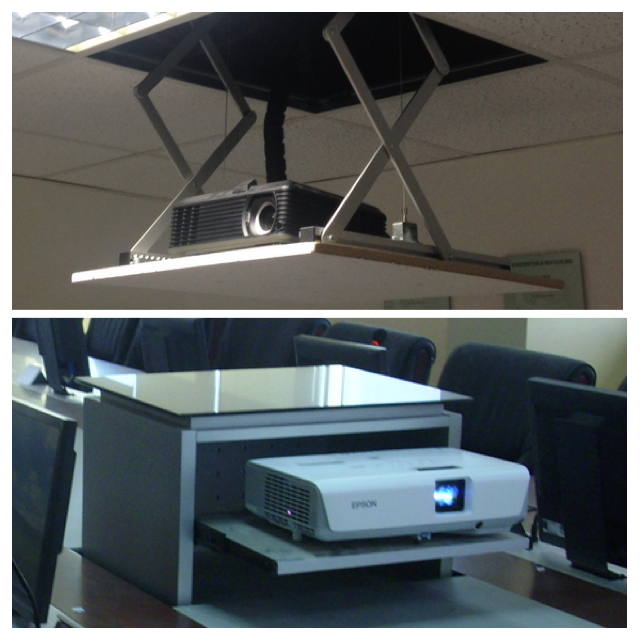
Dispositif de levage du vidéoprojecteur ou projecteur

En plus des systèmes de levage de téléviseurs, il y a aussi le système apparenté de levage de vidéoprojecteurs ou de projecteurs. Dans ces systèmes de levage de vidéoprojecteurs, il y a 2 groupes d'appareils. D'un côté le dispositif de lavage de plafond pour vidéoprojecteurs, qui abaisse verticalement un vidéoprojecteur suspendu d'un faux plafond vers le bas et, d'un autre, les dispositifs de levage de vidéoprojecteurs pour l'intégration dans une table ou un  meuble. Dans le dernier cas, le vidéoprojecteur se déplace verticalement vers le haut, en sortant d'un meuble ou d'une table. La conception des deux systèmes est généralement en aluminium léger. Grâce à un mécanisme de ciseaux ou des guidages spéciaux, dans la plupart des cas d'application on obtient une guidage stable des appareils. L'entraînement d'un système de levage de vidéoprojecteur comprend souvent un moteur tubulaire, ou un autre entraînement électrique qui fait tourner un arbre. Grâce à des courroies ou des chaînes spéciales, la plate-forme inférieure sur laquelle repose un projecteur, peut ensuite être descendue. Les systèmes de levage de plafond pour vidéoprojecteur sont disponibles en plusieurs versions : de versions ultra plates jusqu'à des dispositifs de levage de vidéoprojecteurs "Stage" (plateformes) avec une course de levage de 5 m ou plus, ainsi qu'une capacité de charge de plusieurs centaines de 100 kg

## Mesures de sécurité
Certains systèmes de levage de téléviseurs peuvent être équipés d'une réglette de contact ou d'un contrôleur anti-collisions. Le courant utilisé est mesuré ; si celui-ci augmente rapidement, le déplacement s'arrête et conduit le dispositif de levage du téléviseur dans le sens inverse afin de pouvoir enlever l'obstacle qui bloque. Ce type de contrôles est indispensable dans des systèmes fonctionnant de manière autonome.